# فهرست نامزدان و برندگان جایزه اسکار پس از مرگ

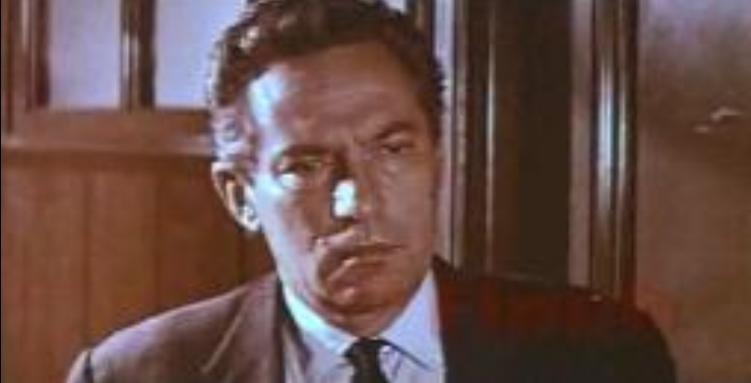
پیتر فینچ یک از دو بازیگر برنده جایزه اسکار بهترین بازیگر مرد پس از مرگ است بخاطر بازی در فیلم(شبکه در سال ۱۹۷۶).

در فهرست نامزدان و برندگان جایزه اسکار پس از مرگ اسامی افرادی آورده شده‌است که پس از مرگشان نامزد یا برنده جایزه اسکار شده‌اند.

## جوایز رقابتی
| نام                 | تاریخ مرگ       | مراسم | سال فیلم    | جایزه اسکار                      | فیلم                                   | برنده | یادداشت |
| ------------------- | --------------- | ----- | ----------- | -------------------------------- | -------------------------------------- | ----- | ------- |
| Marit Allen         | ۲۶ نوامبر ۲۰۰۷  | ۸۰ام  | ۲۰۰۷        | بهترین طراحی لباس                | زندگی مانند گل سرخ                     |       |         |
| هاوارد اشمن         | ۱۴ مارس ۱۹۹۱    | ۶۴ام  | ۱۹۹۱        | بهترین موسیقی (ترانه)            | دیو و دلبر                             | برنده | [ ۱ ]   |
| هاوارد اشمن         | ۱۴ مارس ۱۹۹۱    | ۶۴ام  | ۱۹۹۱        | بهترین موسیقی (ترانه)            | دیو و دلبر                             |       |         |
| هاوارد اشمن         | ۱۴ مارس ۱۹۹۱    | ۶۴ام  | ۱۹۹۱        | بهترین موسیقی (ترانه)            | دیو و دلبر                             |       |         |
| هاوارد اشمن         | ۱۴ مارس ۱۹۹۱    | ۶۵ام  | ۱۹۹۲        | بهترین موسیقی (ترانه)            | علاءالدین                              |       |         |
| جوزف اچ. آوگوست     | ۲۵ سپتامبر ۱۹۴۷ | ۲۱ام  | ۱۹۴۸        | بهترین فیلمبرداری                | Portrait of Jennie                     |       |         |
| Robert Alan Aurthur | ۲۰ نوامبر ۱۹۷۸  | ۵۲ام  | ۱۹۷۹        | بهترین فیلم                      | اینطور چیزها                           |       |         |
| Robert Alan Aurthur | ۲۰ نوامبر ۱۹۷۸  | ۵۲ام  | ۱۹۷۹        | Best Writing                     | اینطور چیزها                           |       |         |
| ماریو چکی گوری      | ۵ نوامبر ۱۹۹۳   | ۶۸ام  | ۱۹۹۵        | بهترین فیلم                      | ایل پوستینو: پستچی                     |       |         |
| فرانک چرچیل         | ۱۴ مه ۱۹۴۲      | ۱۵ام  | ۱۹۴۲        | بهترین موسیقی فیلم               | بامبی                                  |       |         |
| فرانک چرچیل         | ۱۴ مه ۱۹۴۲      | ۱۵ام  | ۱۹۴۲        | بهترین موسیقی (ترانه)            | بامبی                                  |       |         |
| Allen Davey         | ۵ مارس ۱۹۴۶     | ۱۸ام  | ۱۹۴۵        | بهترین فیلمبرداری                | A Song to Remember                     |       |         |
| جیمز دین            | ۳۰ سپتامبر ۱۹۵۵ | ۲۸ام  | ۱۹۵۵        | بهترین بازگر نقش اول مرد         | شرق بهشت                               |       |         |
| جیمز دین            | ۳۰ سپتامبر ۱۹۵۵ | ۲۹ام  | ۱۹۵۶        | بهترین بازگر نقش اول مرد         | غول                                    |       |         |
| والت دیزنی          | ۱۵ دسامبر ۱۹۶۶  | ۴۱ام  | ۱۹۶۸        | Best Short Film (Animated)       | Winnie the Pooh and the Blustery Day   | برنده |         |
| Gail Dolgin         | ۷ اکتبر ۲۰۱۰    | ۸۱ام  | ۲۰۱۱        | Best Documentary (Short Subject) | The Barber of Birmingham               |       |         |
| Gerald Duffy        | ۲۵ ژوئن ۱۹۲۸    | ۱ام   | ۱۹۲۷ / ۱۹۲۸ | Best Writing                     | The Private Life of Helen of Troy      |       |         |
| جین ایگلز           | ۳ اکتبر ۱۹۲۹    | ۲ام   | ۱۹۲۸ / ۱۹۲۹ | Best Actress                     | The Letter                             |       |         |
| William Ferrari     | ۱۰ سپتامبر ۱۹۶۲ | ۳۶ام  | ۱۹۶۳        | بهترین کارگردانی هنری            | How the West Was Won                   |       |         |
| پیتر فینچ           | ۱۴ ژانویه ۱۹۷۷  | ۴۹ام  | ۱۹۷۶        | بهترین بازگر نقش اول مرد         | شبکه                                   | برنده | [ ۲ ]   |
| Gil Friesen         | ۱۳ دسامبر ۲۰۱۲  | ۸۶ام  | ۲۰۱۳        | Best Documentary Feature         | ۲۰ قدم تا ستاره بودن                   | برنده | [ ۳ ]   |
| جرج گرشوین          | ۱۱ ژوئیه ۱۹۳۷   | ۱۰ام  | ۱۹۳۷        | بهترین موسیقی (ترانه)            | Shall We Dance                         |       |         |
| استیوارت گیلمور     | ۱۹ نوامبر ۱۹۷۱  | ۴۴ام  | ۱۹۷۱        | بهترین تدوین فیلم                | The Andromeda Strain                   |       |         |
| Thomas C. Goodwin   | ۱۱ دسامبر ۱۹۹۲  | ۶۵ام  | ۱۹۹۲        | Best Documentary (Short Subject) | Educating Peter                        | برنده |         |
| کنراد هال           | ۴ ژانویه ۲۰۰۳   | ۷۵ام  | ۲۰۰۲        | بهترین فیلمبرداری                | جاده‌ای به‌سوی تباهی                     | برنده | [ ۴ ]   |
| David Hall          | ۲۳ ژوئیه ۱۹۶۴   | ۳۸ام  | ۱۹۶۵        | بهترین کارگردانی هنری            | The Greatest Story Ever Told           |       |         |
| دیل هنسی            | ۲۰ ژوئیه ۱۹۸۱   | ۵۵ام  | ۱۹۸۲        | بهترین کارگردانی هنری            | Annie                                  |       |         |
| برنارد هرمن         | ۲۴ دسامبر ۱۹۷۵  | ۴۹ام  | ۱۹۷۶        | بهترین موسیقی فیلم               | Obsession                              |       |         |
| برنارد هرمن         | ۲۴ دسامبر ۱۹۷۵  | ۴۹ام  | ۱۹۷۶        | بهترین موسیقی فیلم               | راننده تاکسی                           |       |         |
| Gordon Hollingshead | ۸ ژوئیه ۱۹۵۲    | ۲۵ام  | ۱۹۵۲        | Best Short Film (Live Action)    | Desert Killer                          |       |         |
| Gordon Hollingshead | ۸ ژوئیه ۱۹۵۲    | ۲۵ام  | ۱۹۵۲        | Best Short Film (Live Action)    | Thar She Blows!                        |       |         |
| ویلیام ای هورنینگ   | ۲ مارس ۱۹۵۹     | ۳۱ام  | ۱۹۵۸        | بهترین کارگردانی هنری            | ژی‌ژی (فیلم ۱۹۵۸)                       | برنده |         |
| ویلیام ای هورنینگ   | ۲ مارس ۱۹۵۹     | ۳۲ام  | ۱۹۵۹        | بهترین کارگردانی هنری            | بن هور                                 | برنده |         |
| ویلیام ای هورنینگ   | ۲ مارس ۱۹۵۹     | ۳۲ام  | ۱۹۵۹        | بهترین کارگردانی هنری            | شمال با نورث‌وست                        |       |         |
| سیدنی هاوارد        | ۲۳ اوت ۱۹۳۹     | ۱۲ام  | ۱۹۳۹        | Best Writing                     | بر باد رفته                            | برنده |         |
| John Hubley         | ۲۱ فوریه ۱۹۷۷   | ۵۰ام  | ۱۹۷۷        | Best Short Film (Animated)       | A Doonesbury Special                   |       |         |
| ایکو ایشیوکا        | ۲۱ ژانویه ۲۰۱۲  | ۸۵ام  | ۲۰۱۲        | بهترین طراحی لباس                | Mirror Mirror                          |       |         |
| Bert Kalmar         | ۱۸ سپتامبر ۱۹۴۷ | ۲۴ام  | ۱۹۵۱        | بهترین موسیقی (ترانه)            | The Strip                              |       |         |
| جروم کرن            | ۱۱ نوامبر ۱۹۴۵  | ۱۸ام  | ۱۹۴۵        | بهترین موسیقی فیلم               | Can't Help Singing                     |       |         |
| جروم کرن            | ۱۱ نوامبر ۱۹۴۵  | ۱۸ام  | ۱۹۴۵        | بهترین موسیقی (ترانه)            | Can't Help Singing                     |       |         |
| جروم کرن            | ۱۱ نوامبر ۱۹۴۵  | ۱۹ام  | ۱۹۴۶        | بهترین موسیقی (ترانه)            | Centennial Summer                      |       |         |
| William Kiernan     | ۱۹ نوامبر ۱۹۷۳  | ۴۶ام  | ۱۹۷۳        | بهترین کارگردانی هنری            | The Way We Were                        |       |         |
| Frederic Knudtson   | ۱۴ فوریه ۱۹۶۴   | ۳۶ام  | ۱۹۶۳        | بهترین تدوین فیلم                | دنیای دیوانه، دیوانه، دیوانه، دیوانه   |       | [ ۵ ]   |
| آلبر لاموریس        | ۲ ژوئن ۱۹۷۰     | ۵۱ام  | ۱۹۷۸        | Best Documentary (Feature)       | باد صبا (فیلم)                         |       |         |
| هیث لجر             | ۲۲ ژانویه ۲۰۰۸  | ۸۱ام  | ۲۰۰۸        | بهترین بازیگر نقش مکمل مرد       | شوالیه تاریکی                          | برنده | [ ۶ ]   |
| Boris Leven         | ۱۱ اکتبر ۱۹۸۶   | ۵۹ام  | ۱۹۸۶        | بهترین کارگردانی هنری            | رنگ پول                                |       |         |
| Walt Martin         | ۲۴ ژوئیه ۲۰۱۴   | ۸۷ام  | ۲۰۱۴        | Best Sound                       | تک‌تیرانداز آمریکایی (فیلم)             |       | [ ۷ ]   |
| ویلیام سی. ملور     | ۳۰ آوریل ۱۹۶۳   | ۳۸ام  | ۱۹۶۵        | بهترین فیلمبرداری                | The Greatest Story Ever Told           |       |         |
| آنتونی مینگلا       | ۱۸ مارس ۲۰۰۸    | ۸۱ام  | ۲۰۰۸        | بهترین فیلم                      | کتاب‌خوان                               |       |         |
| James V. Monaco     | ۱۶ اکتبر ۱۹۴۵   | ۱۹ام  | ۱۹۴۶        | بهترین موسیقی (ترانه)            | The Dolly Sisters                      |       |         |
| آلفرد نیومن         | ۱۷ فوریه ۱۹۷۰   | ۴۳ام  | ۱۹۷۰        | بهترین موسیقی فیلم               | فرودگاه                                |       |         |
| Joseph O'Brien      | ۳۰ مارس ۱۹۴۵    | ۱۸ام  | ۱۹۴۵        | Best Short Film (Live Action)    | Your National Gallery                  |       |         |
| Bridget O'Connor    | ۲۲ سپتامبر ۲۰۱۰ | ۸۱ام  | ۲۰۱۱        | Best Writing                     | بندزن خیاط سرباز جاسوس                 |       |         |
| Eric Orbom          | ۲۳ مه ۱۹۵۹      | ۳۳ام  | ۱۹۶۰        | بهترین کارگردانی هنری            | اسپارتاکوس                             | برنده |         |
| آرنولد پرل          | ۱۱ دسامبر ۱۹۷۱  | ۴۵ام  | ۱۹۷۲        | Best Documentary (Feature)       | Malcolm X                              |       |         |
| سیدنی پولا          | ۲۶ مه ۲۰۰۸      | ۸۱ام  | ۲۰۰۸        | بهترین فیلم                      | کتاب‌خوان                               |       |         |
| ریموند راش          | ۲۳ دسامبر ۱۹۶۴  | ۴۵ام  | ۱۹۷۲        | بهترین موسیقی فیلم               | Limelight                              | برنده | [ ۸ ]   |
| Gretchen Rau        | ۲۹ مارس ۲۰۰۶    | ۷۹ام  | ۲۰۰۶        | بهترین کارگردانی هنری            | چوپان خوب                              |       |         |
| رالف ریچاردسون      | ۱۰ اکتبر ۱۹۸۳   | ۵۷ام  | ۱۹۸۴        | بهترین بازیگر نقش مکمل مرد       | گری‌ستوک: افسانه تارزان، ارباب گوریل‌ها  |       |         |
| Richard H. Riedel   | ۱۸ مارس ۱۹۶۰    | ۳۲ام  | ۱۹۵۹        | بهترین کارگردانی هنری            | صحبت‌های بالشی                          |       |         |
| لری راسل            | ۱۴ فوریه ۱۹۵۴   | ۴۵ام  | ۱۹۷۲        | بهترین موسیقی فیلم               | روشنی‌های صحنه                          | برنده | [ ۸ ]   |
| Tess Slesinger      | ۲۱ فوریه ۱۹۴۵   | ۱۸ام  | ۱۹۴۵        | Best Writing                     | A Tree Grows in Brooklyn               |       |         |
| کارول سوبیسکی       | ۴ نوامبر ۱۹۹۰   | ۶۴ام  | ۱۹۹۱        | Best Writing                     | گوجه فرنگی سبز سرخ شده                 |       |         |
| گایل استیل          | ۱۶ ژانویه ۱۹۵۲  | ۲۴ام  | ۱۹۵۱        | بهترین طراحی لباس                | Kind Lady                              |       |         |
| گایل استیل          | ۱۶ ژانویه ۱۹۵۲  | ۲۴ام  | ۱۹۵۱        | بهترین طراحی لباس                | The Great Caruso                       |       |         |
| گایل استیل          | ۱۶ ژانویه ۱۹۵۲  | ۲۵ام  | ۱۹۵۲        | بهترین طراحی لباس                | The Merry Widow                        |       |         |
| هری استردلینگ       | ۱۴ فوریه ۱۹۷۰   | ۴۲ام  | ۱۹۶۹        | بهترین فیلمبرداری                | سلام، دالی!                            |       |         |
| Harry W. Tetrick    | ۱۷ فوریه ۱۹۷۷   | ۴۹ام  | ۱۹۷۶        | Best Sound                       | King Kong                              |       |         |
| Harry W. Tetrick    | ۱۷ فوریه ۱۹۷۷   | ۴۹ام  | ۱۹۷۶        | Best Sound                       | راکی                                   |       |         |
| اسپنسر تریسی        | ۱۰ ژوئن ۱۹۶۷    | ۴۰ام  | ۱۹۶۷        | بهترین بازگر نقش اول مرد         | حدس بزن چه کسی برای شام می‌آید          |       |         |
| ماسیمو ترویسی       | ۴ ژوئن ۱۹۹۴     | ۶۸ام  | ۱۹۹۵        | بهترین بازگر نقش اول مرد         | ایل پوستینو: پستچی                     |       |         |
| ماسیمو ترویسی       | ۴ ژوئن ۱۹۹۴     | ۶۸ام  | ۱۹۹۵        | Best Writing                     | ایل پوستینو: پستچی                     |       |         |
| لامار تروتی         | ۲۸ اوت ۱۹۵۲     | ۲۷ام  | ۱۹۵۴        | Best Writing                     | There's No Business Like Show Business |       |         |
| جفری آنسورث         | ۲۸ اکتبر ۱۹۷۸   | ۵۳ام  | ۱۹۸۰        | بهترین فیلمبرداری                | تس                                     | برنده | [ ۹ ]   |
| Robert L. Wolfe     | ۲۸ فوریه ۱۹۸۱   | ۵۴ام  | ۱۹۸۱        | بهترین تدوین فیلم                | روی گلدن پاند                          |       |         |
| ویکتور یانگ         | ۱۰ نوامبر ۱۹۵۶  | ۲۹ام  | ۱۹۵۶        | بهترین موسیقی فیلم               | دور دنیا در هشتاد روز                  | برنده |         |
| ویکتور یانگ         | ۱۰ نوامبر ۱۹۵۶  | ۲۹ام  | ۱۹۵۶        | بهترین موسیقی (ترانه)            | بر باد نوشته                           |       |         |
| سام زیمبالیست       | ۴ نوامبر ۱۹۵۸   | ۳۲ام  | ۱۹۵۹        | بهترین فیلم                      | بن هور                                 | برنده | [ ۱۰ ]  |

## جوایز افتخاری
| نام                    | تاریخ مرگ      | مراسم | Film Year | جایزه اسکار                                                       | یادداشت‌ها |
| ---------------------- | -------------- | ----- | --------- | ----------------------------------------------------------------- | --------- |
| Robert Benjamin        | ۲۲ اکتبر ۱۹۷۹  | ۵۲ام  | ۱۹۷۹      | جایزه بشردوستانه ژان هرشولت                                       |           |
| Les Bowie              | ۲۷ ژانویه ۱۹۷۹ | ۵۱ام  | ۱۹۷۸      | Special Achievement Award (Visual Effects) for Superman           |           |
| Theo Brown             | ۳۰ آوریل ۲۰۰۲  | ۸۲ام  | ۲۰۰۹      | Scientific and Technical Award (Scientific and Engineering Award) | [ ۱۱ ]    |
| داگلاس فربنکس          | ۱۲ دسامبر ۱۹۳۹ | ۱۲ام  | ۱۹۳۹      | جایزه اسکار افتخاری                                               |           |
| Chuck Gaspar           | ۱۵ ژانویه ۲۰۰۹ | ۸۶ام  | ۲۰۱۳      | Scientific or Technical Award (Technical Achievement Award)       | [ ۱۲ ]    |
| آدری هپبورن            | ۲۰ ژانویه ۱۹۹۳ | ۶۵ام  | ۱۹۹۲      | جایزه بشردوستانه ژان هرشولت                                       | [ ۱۳ ]    |
| Werner Hopf            | ۲۸ نوامبر ۱۹۵۳ | ۳۲ام  | ۱۹۵۹      | Scientific and Technical Award (Class II)                         | [ ۱۴ ]    |
| George Kraemer         | ۱۸ ژانویه ۱۹۹۳ | ۶۵ام  | ۱۹۹۲      | Scientific and Technical Award (Scientific and Engineering Award) |           |
| John D. Lowry          | ۲۱ ژانویه ۲۰۱۲ | ۸۱ام  | ۲۰۱۱      | Scientific and Technical Award (Scientific and Engineering Award) | [ ۱۵ ]    |
| Charles Miller         |                | ۱۳ام  | ۱۹۴۰      | Scientific or Technical Award (Class I)                           |           |
| Jürgen Noffke          | ۷ نوامبر ۲۰۱۱  | ۸۱ام  | ۲۰۱۱      | Scientific and Technical Award (Scientific and Engineering Award) | [ ۱۶ ]    |
| ادوارد جی. رابینسون    | ۲۶ ژانویه ۱۹۷۳ | ۴۵ام  | ۱۹۷۲      | Honorary Award                                                    | [ ۱۷ ]    |
| Louis Stankiewicz      |                | ۵۴ام  | ۱۹۸۱      | Scientific or Technical Award (Technical Achievement Award)       |           |
| Geoffrey H. Williamson | ۲۰ ژانویه ۱۹۹۳ | ۶۵ام  | ۱۹۹۲      | Scientific and Technical Award (Scientific and Engineering Award) |           |